# Tiếng Dolgan
Tiếng Dolgan (Дулҕан, Һака) là một ngôn ngữ Turk được nói trên bán đảo Taymyr, Nga. Từ "Dolgan" có nghĩa là "bộ tộc sống ở trung lưu sông". Như đa số ngôn ngữ Turk khác, tiếng Dolgan là một ngôn ngữ chắp dính.
Ngôn ngữ này bị hạn chế trong một khu vực nhất định và đã suy giảm đáng kể trong những năm qua. Tính đến năm 2010, chỉ còn khoảng 1.050 người nói được tiếng Dolgan.

## Âm vị học

### Nguyên âm
|      | Trước | Trước | Sau  | Sau  |
| ---- | ----- | ----- | ---- | ---- |
| Đóng | i iː  | y yː  | ɯ ː  | u uː |
| Giữa | e eː  | ø øː  | o oː | o oː |
| Mở   |       |       | a aː | a aː |

### Phụ âm
|          |           | Đôi môi | Răng | Vòm | Ngạc mềm | Thanh hầu |
| -------- | --------- | ------- | ---- | --- | -------- | --------- |
| Bật      | vô thanh  | p       | t    | c   | k        |           |
| Bật      | hữu thanh | b       | d    | ɟ   | ɡ        |           |
| Xát      | Xát       |         | s    |     | ɣ        | h         |
| Tắc xát  | vô thanh  |         |      | tʃ  |          |           |
| Tắc xát  | hữu thanh |         |      | dʒ  |          |           |
| Mũi      | Mũi       | m       | n    | ɲ   | ŋ        |           |
| Lỏng     | Lỏng      |         | r    |     |          |           |
| Tiếp cận | Tiếp cận  |         | l    | j   |          |           |

Nguồn:

## Phương ngữ
Tiếng Dolgan có ba phương ngữ với sự tương đồng lớn.
- Tây (ven vịnh Yenisei, Norilsk)
- Trung (Avam)
- Đông (Khatanga).

## Chữ viết
Bảng chữ cái Kirin tiếng Dolgan:
| А а | Б б | В в | Г г | Д д | Е е | Ё ё | Ж ж |
| З з | И и | Й й | К к | Һ һ | Л л | М м | Н н |
| Ӈ ӈ | О о | Ө ө | П п | Р р | С с | Т т | У у |
| Ү ү | Ф ф | Х х | Ц ц | Ч ч | Ш ш | Щ щ | Ъ ъ |
| Ы ы | Ь ь | Э э | Ю ю | Я я |     |     |     |

## Văn bản mẫu
| Tiếng Dolgan:Uskuolaga üörenebin Dulğanlī kepsetebin Kār Tuogunan hir barıta habıllınna? | Tiếng Yakut:Oskuolaga üörenebin Saxalī kepsetebin Xār Tugunan sir bar(ı)ta sabılınna? | Bản dịch tiếng Việt:Tôi đang học ở trường Tôi nói tiếng Yakut/Dolgan Tuyết rơi Thứ gì đã bao phủ mặt đất? |